# Gliese 876 c
Gliese 876 c é um planeta extrassolar que orbita a estrela anã vermelha Gliese 876 numa trajectória de 30,340 dias. Foi descoberto em abril de 2001 e é o segundo planeta na ordem de distância da sua estrela. Para além de Gliese 876 c, o sistema planetário Gliese 876 é constituído pelo primeiro, até então, planeta descoberto Gliese 876 b e posteriormente identificados: Gliese 876 d e Gliese 876 e.

## Descoberta do planeta
Aquando da sua descoberta, tinha-se já conhecimento que Gliese 876 albergava um planeta extrassolar designado Gliese 876 b, descoberto em 1998. Em 2001, contínuas análises da velocidade radial da estrela revelaram a existência de um segundo planeta dentro do sistema, que foi designado Gliese 876 c. Calcula-se que o período orbital de Gliese 876 c é de exactamente a metade do período do planeta exterior, o que significa que a velocidade radial do segundo planeta foi primeiramente interpretada como uma excentricidade maior na órbita de Gliese 876 b.

## Órbita e massa

Órbitas dos planetas de Gliese 876. Gliese 876 c é o segundo planeta a partir da estrela

Gliese 876 c e Gliese 876 b, o planeta exterior, têm períodos orbitais numa ressonância de Laplace 1:2, fazendo com que os elementos orbitais do planeta se alterem brustamente com a precessão das órbitas. A órbita do planeta tem uma excentricidade maior que a de qualquer dos planetas principais que formam o nosso sistema solar. O semieixo maior da órbita é de apenas 0,1303 UA (aproximadamente um terço da distância média entre Mercúrio e o Sol). Apesar de tudo, está situado nas regiões internas da zona habitável do sistema, uma vez que Gliese 876 é uma estrela intrinsecamente débil.
Uma das limitações do método de velocidade radial empregue para detetar a Gliese 876 c reside no facto de que apenas se pode obter um limite inferior da massa do planeta. No caso do Gliese 876 c, este limite inferior é de 62% da massa de Júpiter. A massa real depende da inclinação da órbita, que não é determinada pelas medições da velociade radial. No caso de um sistema ressonante como Gliese 876, as interações gravitacionais entre os planetas podem se utilizadas para determinar as massas reais; através deste método, estima-se que possua uma inclinação aproximada de 50º sobre o plano do céu. Se assim for, a massa real seria aproximadamente 30% maior que o seu limite inferior, umas 0,81 vezes a massa de Júpiter. Por outro lado, as medições astrométricas indicam que a inclinação orbital é de uns 84°, o que sugere que a massa é quase a mesma do limite inferior.

## Características
Dada a enorme massa do planeta, é provável que Gliese 876 c seja um gigante gasoso sem uma superfície sólida. Uma vez que o planeta foi tão somente detetado de forma indireta, através do efeito gravitacional sobre a sua estrela, desconhecem-se características tais como o seu raio, composição e temperatura. Supondo que tivesse uma composição similar à de Júpiter e o seu equilíbrio químico ambiental fosse parecido, a atmosfera de Gliese 876 c careceria de nuvens na sua atmosfera superior.
Gliese 876 c está dentro da zona habitável de Gliese 876 em relação à capacidade que um planeta de massa similar à da Terra possui condições favoráveis à existência de água em estado líquido na superfície. As probabilidades da existência de vida num gigante gasoso são desconhecidas, mas uma eventual lua de grande dimensão poderia oferecer um meio ambiente habitável. No entanto, a interação gravitacional entre os dois planetas, a estrela mais próxima e uma lua hipotética provavelmente poderia provocar a sua desintegração. Para além disso, não está claro que exista a possibilidade que uma lua com tais dimensões possa chegar a formar-se.